# Dos Ríos, Huixquilucan
Dos Ríos är en ort i Mexiko, tillhörande kommunen Huixquilucan i delstaten Mexiko. Dos Ríos ligger i den centrala delen av landet och tillhör Mexico Citys storstadsområde. Orten hade 4 249 invånare vid folkmätningen 2010.